# تک‌تیرانداز ۲
تک تیرانداز ۲ (به انگلیسی: Sniper 2) یک فیلم سینمایی اکشن آمریکایی محصول سال ۲۰۰۳ به کارگردانی کریگ آر بکسلی است. بازیگران اصلی این فیلم تام برنگر، بوکیم وودبین، دان باتلر و لیندن اشبی هستند. این فیلم دومین قسمت از سری فیلم‌های تک‌تیرانداز است.

## انتشار فیلم
این فیلم به صورت فیلم ویدئویی در تاریخ ۱۱ مارس ۲۰۰۳ منتشر شد.